# Biskop Hvoslef

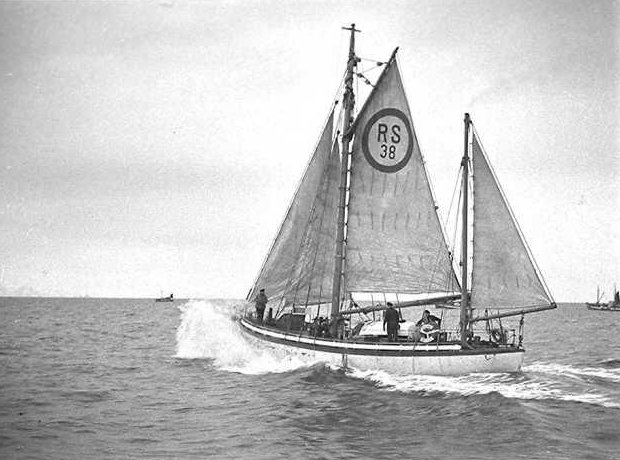
Vid en omriggning fick Biskop Hvoslef ett högre gaffelsegel med kort gaffel, samt bermudasegel på mesanmasten

RS Biskop Hvoslef (RS 38) är en tidigare norsk räddningskryssare.
Fartyget byggdes för Norsk Selskab til Skibbrudnes Redning av Br. Løvfald i Hardanger 1932, och sattes i tjänst 1933. Hon är 16,85 meter lång och har en däcksbredd på 5,24 meter. Biskop Hvoslef var den första av 14 räddningsfartyg, som konstruerades av Bjarne Aas, och hon var också Redningsselskapets första motoriserade räddningsfartyg. 
Fartyget finansierades av sjökapten Hvoslef och hans fru och fick sitt namn efter sjökaptenens far, biskopen Waldemar Hvoslef (1825–1906).
Biskop Hvoslef var räddningsfartyg till 1969. Under andra världskrigets slutskede hjälpte hon till att evakuera folk från Finnmark.
År 1992 köptes Biskop Hvoslef av Balsfjord bygdemuseum i Balsfjords kommun och övertogs senare av Stiftelsen R/S 38 Biskop Hvoslef. Hon står från 1991 på Riksantikvarens lista över "verneverdige fartøyer".